# Kanton Macouba
Kanton Macouba (francouzsky Canton de Macouba) byl francouzský kanton v departementu Martinik v regionu Martinik. Nacházely se v něm obce Macouba a Grand'Rivière. Zrušen byl v roce 2015.